# Bernhard Suttner (Politiker, 1907)
Bernhard Suttner (* 19. August 1907 in Vilseck; † 7. August 1983 in Regensburg) war ein bayerischer Politiker (BVP und CSU) und von 1972 bis 1979 Mitglied im bayerischen Senat.

## Lebenslauf
Suttner, der in Vilseck geboren wurde, siedelte in den 1920er Jahren nach Regensburg über. Er arbeitete als Schneidermeister und betrieb zusammen mit seiner Frau Babette geb. Schmer in Regensburg eine Maßschneiderei. Er engagierte sich seit seiner Jugend im Kolpingwerk, durch dessen Ideen er maßgeblich beeinflusst worden war.
Zusammen mit dem späteren bayerischen Ministerpräsidenten Alfons Goppel wurde Suttner Anfang der 1930er Jahre für die BVP Mitglied im Stadtrat von Regensburg. Nach der Machtergreifung der NSDAP wurde er aus diesem entfernt. Nach dem Zweiten Weltkrieg war er Gründungsmitglied der CSU sowie erneut Stadtratsmitglied in Regensburg und Fraktionsvorsitzender.
Außerdem wurde er zuerst Vizepräsident und dann Präsident der Handwerkskammer Oberpfalz. Während dieser Zeit fusionierte diese mit ihrem Pendant in Niederbayern. In dieser Funktion engagierte sich Suttner vor allem für den Aufbau der überbetrieblichen Ausbildungsstätten des Handwerks für die Auszubildenden sowie für die Meisteranwärter. Die ersten Berufsbildungszentren an unterschiedlichen Standorten – beispielsweise Weiden in der Oberpfalz – wurden auf seine Initiative hin errichtet.
Von 1958 bis 1966 sowie von 1969 bis 1970 war er Abgeordneter im Bayerischen Landtag sowie von 1972 bis 1979 Mitglied im bayerischen Senat und während dieser Zeit Vertreter des bayerischen Handwerks. Hatte er nach der Landtagswahl 1966 den erneuten Einzug in den Landtag verpasst, so rückte er 1969 nach dem Tod eines oberpfälzischen CSU-Abgeordneten für die restliche Legislaturperiode nach.
Aus seiner Ehe gingen insgesamt fünf Kinder hervor. Sein gleichnamiger Sohn Bernhard ist ebenfalls in der Politik aktiv. Dessen Partei, die ÖDP, deren bayerischer Landesvorsitzender er von 1991 bis 2011 war, initiierte 1998 das Volksbegehren „Schlanker Staat ohne Senat“, aufgrund dessen zum Jahreswechsel 1999/2000 der Senat, dem Suttner angehört hatte, abgeschafft wurde.

## Ehrungen
- 1972: Großes Verdienstkreuz der Bundesrepublik Deutschland
- 1977: Großes Verdienstkreuz mit Stern der Bundesrepublik Deutschland
- 1977: Silberne Bürgermedaille der Stadt Regensburg
- In Regensburg im Stadtteil Königswiesen wurde ein Weg nach ihm benannt.[2]